# روایت یک استعفا
روایت یک استعفا، مصاحبه و گفتگوی میلاد دخانچی با محمد سرافراز، رئیس پیشین صدا و سیمای جمهوری اسلامی ایران پیرامون ۲۴ سال حضور در صدا و سیما و دلایل استعفای او از مدیریت این سازمان است که در قالب کتاب الکترونیکی در شهریور ۱۳۹۸ منتشر شد. انتشار این کتاب حواشی و جنجال‌هایی را در پی داشت.
سرافراز در این کتاب از نقش اطلاعات سپاه و فشار امنیتی‌ها در قراردادهای بازرگانی و تجاری صدا و سیما و تلاش آن‌ها برای برهم خوردن قراردادها با شرکت‌های غیر مرتبط با آن‌ها خبر می‌دهد. در بخش دیگری از کتاب سرافراز به دستور دفتر رهبری برای تعطیلی برنامه نود پس از مصاحبه با محمدجواد ظریف اشاره می‌کند. او در این کتاب از فساد مالی پیام رسان سروش، پرونده سازی سازمان اطلاعات سپاه برای شهرزاد میرقلی‌خان، ممنوع التصویری گسترده و بی ضابطه اشخاص توسط حراست سازمان صدا و سیما و نقش سید مجتبی خامنه‌ای و حسین محمدی در برکناری‌اش پرده برداری می‌کند.
«مدتی بعد یعنی در تاریخ ۲۸ بهمن ماه ۹۴ من به ملاقات مقام رهبری رفتم و ماجراها را توضیح دادم و گفتم مانند این است که یک حکومت پنهانی در حکومت که هم پول دارد، هم رسانه در داخل و خارج دارد و هم ابزار امنیتی دارد، علیه سازمان در حال برنامه‌ریزی است.»— محمد سرافراز، روایت یک استعفا